# Сторониче
Сторони́че (ін. Сторо́ничі, англ. Storonyche, пол. Storonicze) — село в Україні, у Плужненській сільській громаді Шепетівського району Хмельницької області. Населення становить 100 осіб.

## Загальні відомості
В даний час в Стороничому є лісництво, магазин та медпункт. Колгоспну ферму і сільський клуб було закрито у 1990-х роках, початкову школу першого ступеня — 2004, а лісопильний завод — 2009 року.
В межах Стороничого, у південній його частині, знаходиться порослий очеретом ставок, через який протікає струмок («канал») без назви — в минулому невелика річечка, права притока Вілії (осушена в радянські часи).

## Географія
Село розташоване у північно-східній частині громади, за 25 км (автошляхом Т 2313) на північний захід від міста Ізяслав, та за 129 км (автошляхами Н03, Н25 та Т 2313) на північ — північний захід від обласного центру.
Селом протікає річка Безіменна, права притока Вілії. На північ і північний захід від села розташоваваний гідрологічний заказник — Урочище «Клиновецьке», на східній околиці села розташована ботанічна пам'ятка природи «Віковий бук».
Сусідні населені пункти:

## Населення
| Роки            | 1906 | 2001 | 2010 | 2011 |
| --------------- | ---- | ---- | ---- | ---- |
| Населення, осіб | 323  | ▼159 | ▼110 | ▼99  |

## Історія і адміністративне підпорядкування

Село Сторониче і колонія Кустарна (1931)

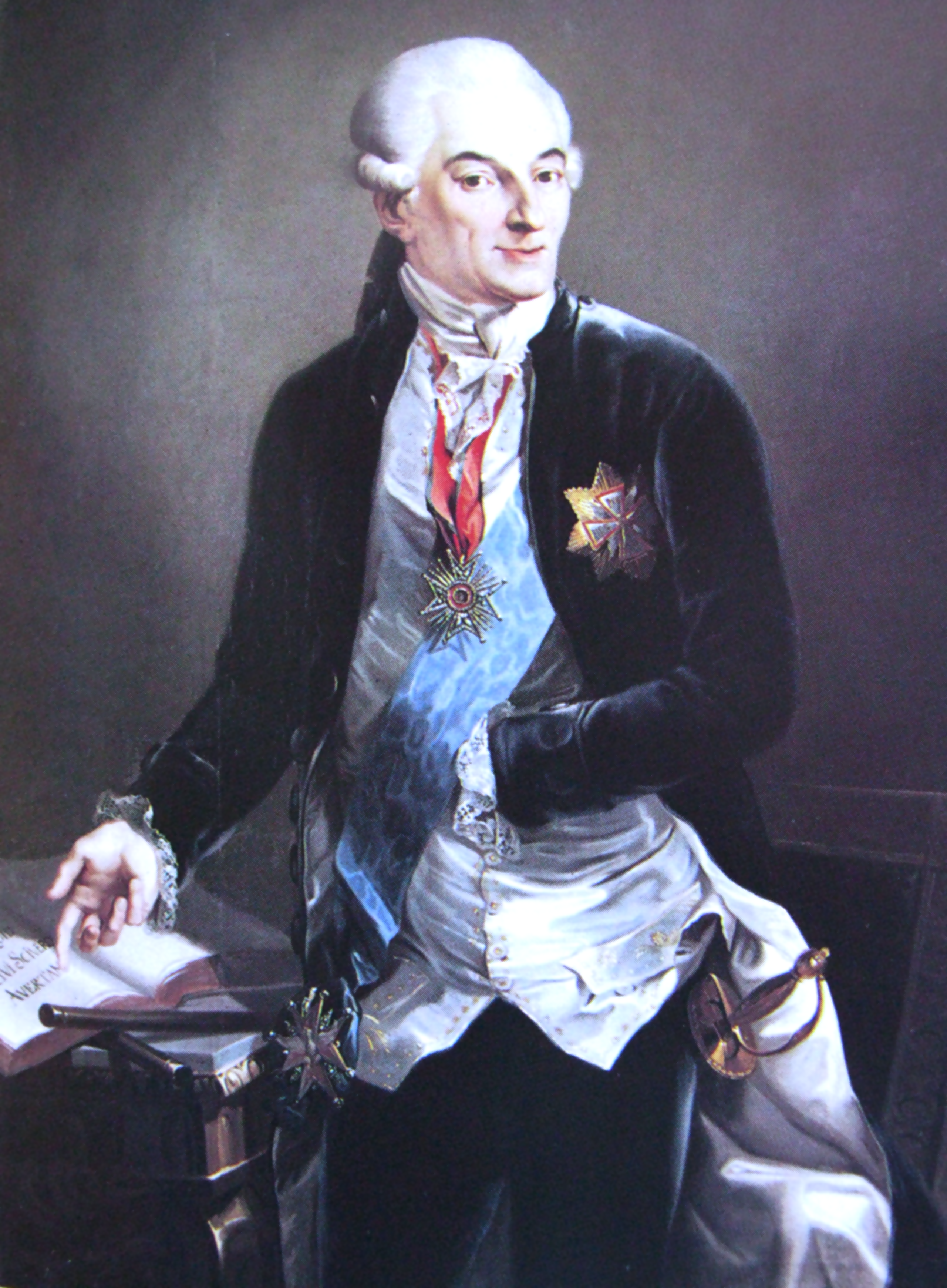
Краківський каштелян князь Антоній-Барнаба Яблоновський (1732–1799), власник Острога, Кривинського і Плужненського ключів, за часів якого було осаджене село Сторониче.

Село осаджене в серці Острозької пущі у володіннях князів Яблоновських наприкінці XVIII ст. Перша згадка про Сторониче датується 1803 роком.[джерело?] Перші жителі — здебільшого представники дрібної шляхти (Башинські, Бурковські, Верещинські, Вольські, Зайончковські, Зелінські, Ковальські, Козловські, Ліпчинські, Павловські, Поплавські, Пулькевичі), нащадки якої мешкають у селі й дотепер.
У XIX — на початку ХХ ст. село Острозького повіту Волинської губернії. Після укладання Ризького мирного договору 1921 Остріг відійшов до Польщі, але південна частина колишнього Острозького повіту (у тому числі Сторониче) опинилася по інший бік кордону і ввійшла до складу Плужнянської волості Ізяславського повіту Волинської губернії. За адміністративно-територіальними реформами 1923 і 1931 років село було включене спочатку до Плужненського (1923), а потім Ізяславського (1931) районів Шепетівської округи Української РСР. У 1932 році Ізяславський район став складовою частиною Вінницької області, але за 5 років старий поділ на округи було відновлено. Сторониче знову перейшло до складу відновленого Плужненського району і знову у межах Шепетівської округи. 1937 прикордонні із Польщею округи ліквідовано і замість них утворено Кам'янець-Подільську область. 12 травня 1941 р. ліквідували Сторонницьку сільську Раду, включивши її територію до складу Білотинської сільської Ради, Плужнянського району. За адміністративним поділом, встановленим у роки німецької окупації 1941–1944, Сторониче було селом Плужненського району Заславського ґебітскомісаріату генеральної округи «Волинь-Поділля». Після повернення радянської влади Плужненський район проіснував ще кільканадцять років, у 1954 році Кам'янець-Подільська область була перейменована в Хмельницьку, в 1959 Плужненський район був ліквідований, а Сторониче перейшло до складу Ізяславського району Хмельницької області.
Внаслідок адміністративно-територіальної реформи 2020 року, Ізяславський район разом з селом ввійшов до складу Шепетівського району.

## Землевласники
До 1917 село Сторониче, як частина Плужненської волості, було приватним володінням князів Яблоновських та їхніх спадкоємців графів Тишкевичів.

## Парафіяльні центри
Центр православної парафії — с. Плужне (у XIX — на початку ХХ ст. село Борисів). Центр католицької парафії — м. Остріг. Центр лютеранської парафії (від 1860-х і до 1944) — м. Рівне.

## Німецькі колоністи
Після Другої світової війни до села відійшли землі колишньої німецької колонії Фюрштенталь (нім. Fϋrstenthal) або інакше Кустарна, розм. Колонія. В наші дні — це одна з вулиць села. На місця, де колись жили колоністи, вказують також острівці здичавілих садових дерев за селом уздовж дороги на Плужне та обабіч лісу, відомого під назвою Жиди (у 1941–1944 роках тут було розстріляно євреїв з Кунева).

## Пам'ятник
В самому центрі села у невеликому садку стоїть стела, зведена в пам'ять про стороничан, які у 1941–1945 роках загинули на фронті (Ф. І. Блащук, С. П. Гавлоцький, В. І. Гонгало, О. П. Єфімчук, Ю. М. Захарець, В. А. Зелінський, М. К. Зелінський, Ф. А. Зелінський, Ф. К. Зелінський, В. О. Лаврук, Й. С. Лазанівський, С. Ц. Красівський, К. Я. Трощук, Б. І. Чижевський, П. В. Шитик та Ф. М. Яскульський).
Поруч зі стелою могила вбитого в роки Другої світової війни невідомого юнака, тіло якого було знайдене під час господарських робіт на одній з садиб села.

## Національний природний парк
Указом Президента України № 1129/2008 від 1 грудня 2008 року землі навколо села Стороничого мають увійти до складу національного природного парку «Мале Полісся».